# Cephalopholis aurantia
Cephalopholis aurantia е вид бодлоперка от семейство Serranidae.

## Разпространение и местообитание
Видът е разпространен в Австралия, Американска Самоа, Бруней, Вануату, Йемен, Индия, Индонезия, Кения, Кирибати, Китай, Коморски острови, Мавриций, Мадагаскар, Майот, Малайзия, Малдиви, Маршалови острови, Мианмар, Микронезия, Мозамбик, Ниуе, Нова Каледония, Остров Рождество, Острови Кук, Палау, Папуа Нова Гвинея, Провинции в КНР, Реюнион, Самоа, Северни Мариански острови, Сейшели, Соломонови острови, Сомалия, Тайван, Тайланд, Танзания, Тонга, Тувалу, Уолис и Футуна, Фиджи, Филипини, Френска Полинезия, Южна Африка и Япония.
Обитава крайбрежията на океани, морета и рифове. Среща се на дълбочина от 4,5 до 300 m, при температура на водата около 28,3 °C и соленост 33,5 ‰.

## Описание
На дължина достигат до 60 cm.